# Rejtő Sándor (gépészmérnök)
Rejtő Sándor (eredeti nevén: Haltenberger) (Kassa, 1853. augusztus 21. – Budapest, 1928. február 4.)  Nevét 1877-ben magyarosította. Magyar gépészmérnök, műegyetemi tanár, az MTA tagja. Rejtő Sándor orvos apja.

## Élete és munkássága
Már gyermekkorában apja posztógyárában dolgozott. Oklevelét a Budapesti Műszaki Egyetemen nyerte el 1877-ben. Ez volt az első ott kiadott gépészmérnöki oklevél. Ez után két évet külföldön töltött Magyarország kiküldötteként, a német, francia és angol textilipart tanulmányozva.
1882-ben nevezték ki a Baross Gábor által felállított Iparfelügyelőségen a legelső iparfelügyelői állások egyikére. Ebben a minőségében módjában volt megismerni az ország összes gyártelepét.
1886-ban műegyetemi magántanár, 1888-ban a Mechanikai Technológia tanszék helyettesítő tanára, 1891-ben a Mechanikai Technológia tanszék vezető tanára. 1901–1902-ben a Királyi József Nádor Műegyetem Gépészmérnöki Karának dékánja, 1920–1921-ben a Műegyetem rektora.
Részben saját tervezésű gépekkel és műszerekkel megszervezte a Mechanikai Technológiai Intézet (a sokak által ismert "Gillemot-tanszék" elődje) anyagvizsgáló laboratóriumát. Itt munkatársa volt – a később szintén világhírűvé vált – Csonka János is.
Alapítója volt a Magyar Anyagvizsgálók Egyesületének, megindította és szerkesztette annak közlönyét. Tudományos előadásait a külföld is honorálta. A Nemzetközi Anyagvizsgálók Egyesületének kongresszusain mindig tevékenyen részt vett. Az 1896-ban tartott kongresszuson azt az elvet mondta ki, hogy "minden feszültség helyettesíthető valamely vele összetartozó más feszültséggel". Az egyesület 1912. évi New York-i kongresszusán a tiszteletbeli elnöki tisztet töltött be. Külföldi kollégái azt méltányolták, hogy le merte írni azt, amit lát és kísérleti eredményei megegyeznek a gyári adatokkal.
1912-ben a Magyar Tudományos Akadémia levelező tagja, 1923-ban rendes tagja lett. Néhány évvel halála előtt innen kapta meg a rangos Rákosi Jenő-díjat.
1924-ben nyugdíjba ment, de haláláig dolgozott könyvei újabb kiadásain.
1927 őszén a Királyi József Nádor Műegyetem oklevele elnyerésének 50 éves jubileuma alkalmából arany diplomával tüntette ki és egyidejűleg kormánykitüntetésben is részesült.
Oktató, kutató és – mint az első iparfelügyelő – gyakorlati iparszervezői működése különösen a textilipar fejlesztése terén volt eredményes.
Előadási jegyzetei alapján született a húszas években 4 kötetes fő műve, Az elméleti mechanikai technológia alapelvei. Ennek 4. kötete a textiltechnológiát ölelte fel (1923-ban jelent meg) és ez a kötet még sok évtizedig a textilipar mérnökeinek bibliája maradt. A mű 5. kötete a malomipart tárgyalta volna, majdnem el is készült, de a szerző időközben meghalt.
A tanítványai és munkatársai alkotta Rejtő-iskola elvi irányvonala röviden: a tudományos alapon álló kutatás, gyakorlati célkitűzéssel.
Munkásságát számos elismerés övezte. Udvari tanácsos lett. A Magyar Mérnök és Építészegylet 1897-ben Hollán-díjjal, majd 1916-ban egyesületi aranyéremmel jutalmazta publikációit. Tagja volt a szabadalmi tanácsnak, majd felsőbíróságnak addig, amíg az meg nem szűnt.
Fő tudományterülete az anyagvizsgálat volt. A szerkezeti anyagok viselkedésére vonatkozó elmélete nagy érdeklődést és sok vitát váltott ki. Elsőnek mutatott rá, hogy a fémes anyagok tulajdonságai az anyagszerkezetük függvénye. Elmélyedt kutatásokat folytatott a fém-, fa-, textil-, papír- és malomipar technológiáinak területén, színvonalas előadásokat tartott a gépészmérnök hallgatóknak.
Fő műve (a több kiadást megért s részben németül is megjelent Elméleti mechanikai technológiai kézikönyve) mellett számos önálló eredményeket tartalmazó tanulmánya jelent meg a hazai és külföldi szaksajtóban.
Eredményes oktató és kutató munkássága mellett puritán, emberséges életszemlélete és hazafiassága a magyar műszaki társadalom elismert alakjává emelte.
Kezdeményezéseit külföldön is elismerték és bevezették, több eljárás és általa szerkesztett műszer a nevét viseli.

## Fő művei
- A szövetek tartósságának megállapítása (Bp., 1887);
- A papiros tartósságának megállapítása (Bp., 1891);
- Az elméleti mechanikai technológiák néhány alaptétele (Bp. 1896);
- A fémek kimerülése (Magyar Mérnök és Építész Egyesület Közlönye.1910);
- Az elméleti mechanikai technológia alapelvei… (I – IV., Bp., 1915 – 23);

I.	Fémek hőkezelése
II.	Fémek nyújtása és forgácsolása
III.	Belső és külső erők hatása
IV.	A textilipari technológia
- Einige Prinzipien der theoretischen Mechanischen Technologie der Metalle (Berlin, 1927)

## Róla elnevezett iskolák
- Óbudai Egyetem Rejtő Sándor Könnyűipari Mérnöki Kar – A volt Könnyűipari Műszaki Főiskola jogutódja - Budapest
- Rejtő Sándor Fonó és Szövőipari Technikum- később Rejtő Sándor Gimnázium, Szakközépiskola és Szakmunkásképző Intézet – Győr - megszűnt; 2004- őszén már nem indult osztály  - Jogutódja: Jedlik Ányos Gépipari és Informatikai Középiskola és Gimnázium
- Kollégium: Rejtő Sándor Kollégium – Győr – ma Révai Miklós Gimnázium része